# Philoliche ingrata
Philoliche ingrata är en tvåvingeart som beskrevs av H. Oldroyd 1957. Philoliche ingrata ingår i släktet Philoliche och familjen bromsar. Inga underarter finns listade i Catalogue of Life.